# Victor Baltard
Pour les articles homonymes, voir Baltard.
Victor Baltard, né à Paris le 19 juin 1805 et mort à Paris le 13 janvier 1874, est un architecte français qui a exercé à Paris sous le Second Empire. Il est surtout connu pour la construction des halles de Paris et de l'église Saint-Augustin.

## Biographie

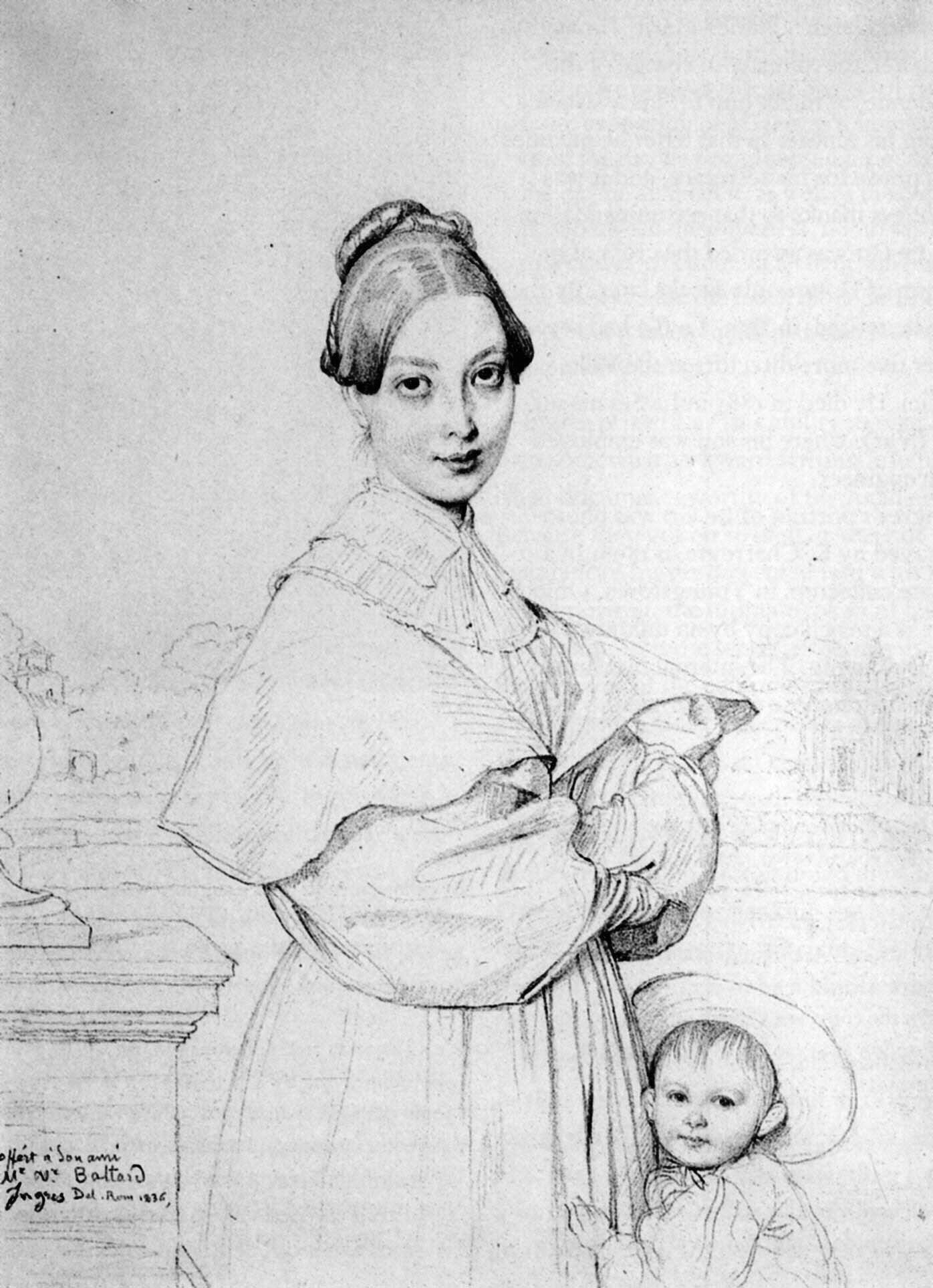
Dessin de Jean-Auguste-Dominique Ingres avec la dédicace : « Offert à son ami / Me Vr Baltard / Ingres del. Rom 1836 ».

Victor Baltard naît à Paris le 10 juin 1805, fils de l'architecte et graveur Louis-Pierre Baltard et d'Amélie Romain-Debrasseur. Il est élevé dans la confession protestante luthérienne par sa mère et se marie à l'église luthérienne des Billettes à Paris en 1833. Le couple a une fille, Pauline.
Il fait des études de lettres à la Sorbonne, puis est reçu à l’École des Beaux-Arts de Paris, dans la section d'architecture en 1823 puis dans la section de peinture en 1827. En 1833, il remporte le grand prix de Rome, puis il séjourne à Rome en tant que pensionnaire de la Villa Médicis de 1834 à 1838. L'Académie de France à Rome est alors sous la direction de Dominique Ingres.
Peintre et architecte, il ramènera de son long séjour en Italie une vision unitaire du rapport entre l’architecture, le décor et les arts majeurs : en témoignent ses études sur la décoration des Loges de Raphaël (Salon de 1844), ainsi que l’abondante monographie qu’il a consacrée à la Villa Médicis (1847).
Il est nommé en 1842 inspecteur des Beaux-Arts de la ville de Paris et du département de la Seine. À partir de 1849, il devient architecte de la ville de Paris. Il y est également architecte diocésain pour le palais épiscopal et le grand séminaire, mais ce poste lui est retiré en 1854 car l’administration des cultes considère qu’il attache trop peu d’importance à ses travaux.
Il restaure différentes églises et plusieurs sépultures. Le premier grand chantier qu'il supervise est celui de l'église Saint-Germain-des-Prés, dont il confie le décor à Hippolyte Flandrin. Il travaille à la restauration et à la décoration d'églises catholiques parisiennes, Saint-Eustache, Saint-Séverin, Saint-Merri, Saint-Germain-l'Auxerrois, etc. Il travaille aussi à des édifices protestants, il construit notamment, avec Théodore Ballu, le temple protestant du Saint-Esprit, rue Roquépine et transforme la chapelle de l'abbaye de Penthemont de la rue de Grenelle en temple protestant. Il construit l'église luthérienne de la Résurrection dans le 15e arrondissement et construit la maison presbytérale de l'Oratoire du Louvre. Il construit l'église Saint-Augustin, secondé par Émile Vaudremer.
Il travaille à la décoration de l'Hôtel de ville, construit des bâtiments éphémères pour certains occasions comme le mariage de l'empereur en 1853, la visite de la reine Victoria en 1855, des réceptions de souverains pour l'exposition universelle de 1867. En 1856, il réalise le berceau du prince impérial Louis-Napoléon, chef-d’œuvre d’Arts décoratifs (aujourd’hui au musée Carnavalet).

### Les halles de Paris

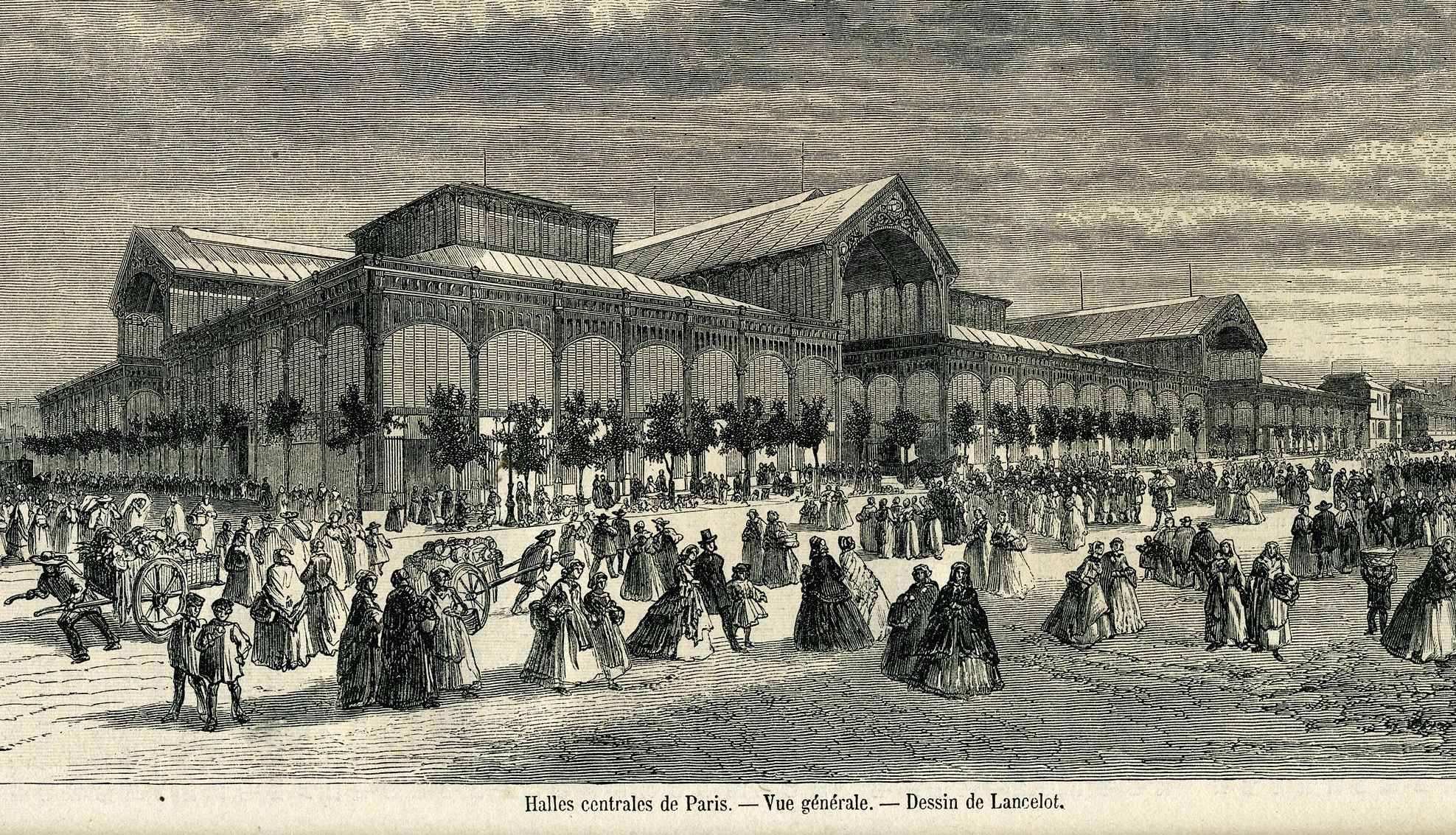
Les Halles centrales de Baltard - gravure de Lancelot (détail).

Il est particulièrement célèbre pour les Halles de Paris qu’il a réalisées entre 1852 et 1872. Il propose un projet dès 1849, retenu par le conseil municipal de Paris en 1853. L'originalité de son projet est le recours à la fonte, aux briques qui remplacent la pierre, et aux verrières. La construction se poursuit jusqu'en 1872.
Les halles de Paris sont démolies en 1972-1973 à l’exception du pavillon Baltard, classé monument historique et remonté à Nogent-sur-Marne.

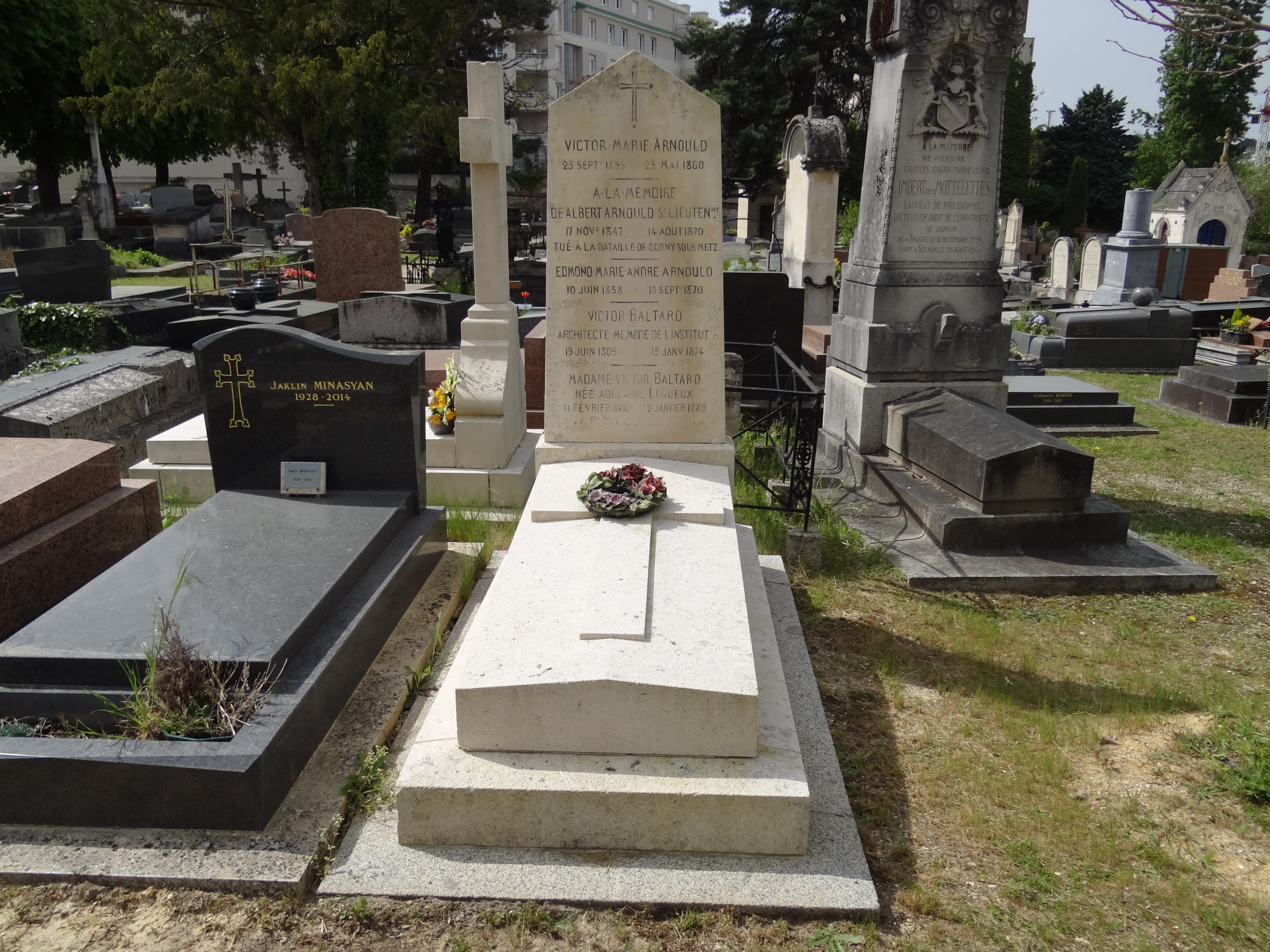
La tombe de Victor Baltard au cimetière de Sceaux (Hauts-de-Seine).

Il meurt le 13 janvier 1874, au 10 rue Garancière, dans le 6e arrondissement de Paris, et son service funèbre est célébré à l'église luthérienne de la Rédemption à Paris. Il est inhumé au cimetière de Sceaux.

## Hommages et distinctions
Le 9 février 1863, il entre à l'Académie des beaux-arts où il occupe le 4e fauteuil. Il est promu officier de la Légion d'honneur la même année.
La Bibliothèque historique de la ville de Paris conserve un fonds Victor Baltard composé d'un ensemble de 26 plans originaux mis en place pour les Halles Centrales, comprenant des projets d'ensemble et des détails d'exécution pour l'agrandissement des Halles entre 1844 et 1853.
Les archives de son agence et de celles de son père, données à l'État par ses héritiers, sont conservées aux Archives nationales à Fontainebleau.x

## Principales réalisations

### Architecture

#### Marchés
- Des 12 Pavillons des Halles de Paris (1852-1872). Seul le Pavillon Baltard no 8 a été remonté à Nogent-sur-Marne.
- Marché aux bœufs des Halles de la Villette dans le 19e arrondissement de Paris
- Marché Secrétan dans le 19e arrondissement de Paris
- Le Marché de la Chapelle restauré en 2010.

#### Édifices religieux
- Construction de l'église Saint-Augustin (1860-1871)
- Façade de Notre-Dame des Blancs-Manteaux : elle provient de l'église Saint-Éloi-des-Barnabites qui était alors située dans l'île de la Cité et qui fut détruite lors des travaux d'Haussmann, puis remontée en 1863 par Baltard.

#### Autres
- Maison de Jacques Edmond Arnould dit Arnould-Baltard au Viviers à Trigny (1855-1856).

- Tombe de François Chaussier au cimetière du Père-Lachaise[6]
- Tombe de Jean Auguste Dominique Ingres au cimetière du Père-Lachaise[7]
- Tombe d'Hippolyte Flandrin au cimetière du Père-Lachaise[8]
- Tombe du compositeur Louis James Alfred Lefébure-Wély (1817-1869) au cimetière du Père-Lachaise [9]
- Tombe du juriste Léon Louis Rostand au cimetière de Montmartre
- Hôtel du timbre et de l'enregistrement (1846-1852)

### Restaurations
- L'église Saint-Germain-l'Auxerrois, en collaboration avec Jean-Baptiste Lassus de 1838 à 1855.
- L'église Saint-Eustache, fortement endommagée par l'incendie de 1844.
- L'église Saint-Étienne-du-Mont : il dirige les travaux de construction de la chapelle des Catéchismes et restaure la façade de l'église entre 1861 et 1868.
- L'église de Saint-Germain-des-Prés.
- L'église Saint-Séverin.
- L'église Saint-Paul-Saint-Louis : il s'occupe principalement du réaménagement du chœur et de la réfection de la façade.

## Galerie

Œuvres de Baltard
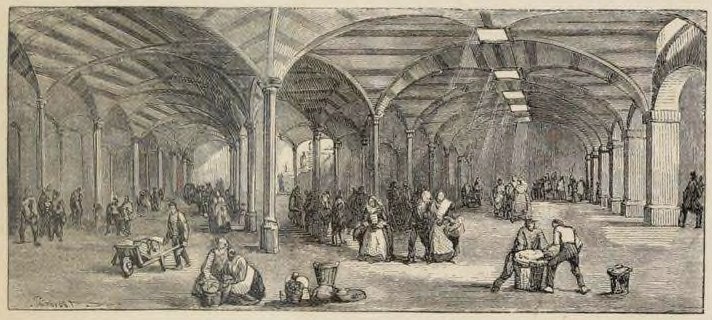
Gravure de l’intérieur des Halles centrales de Paris.
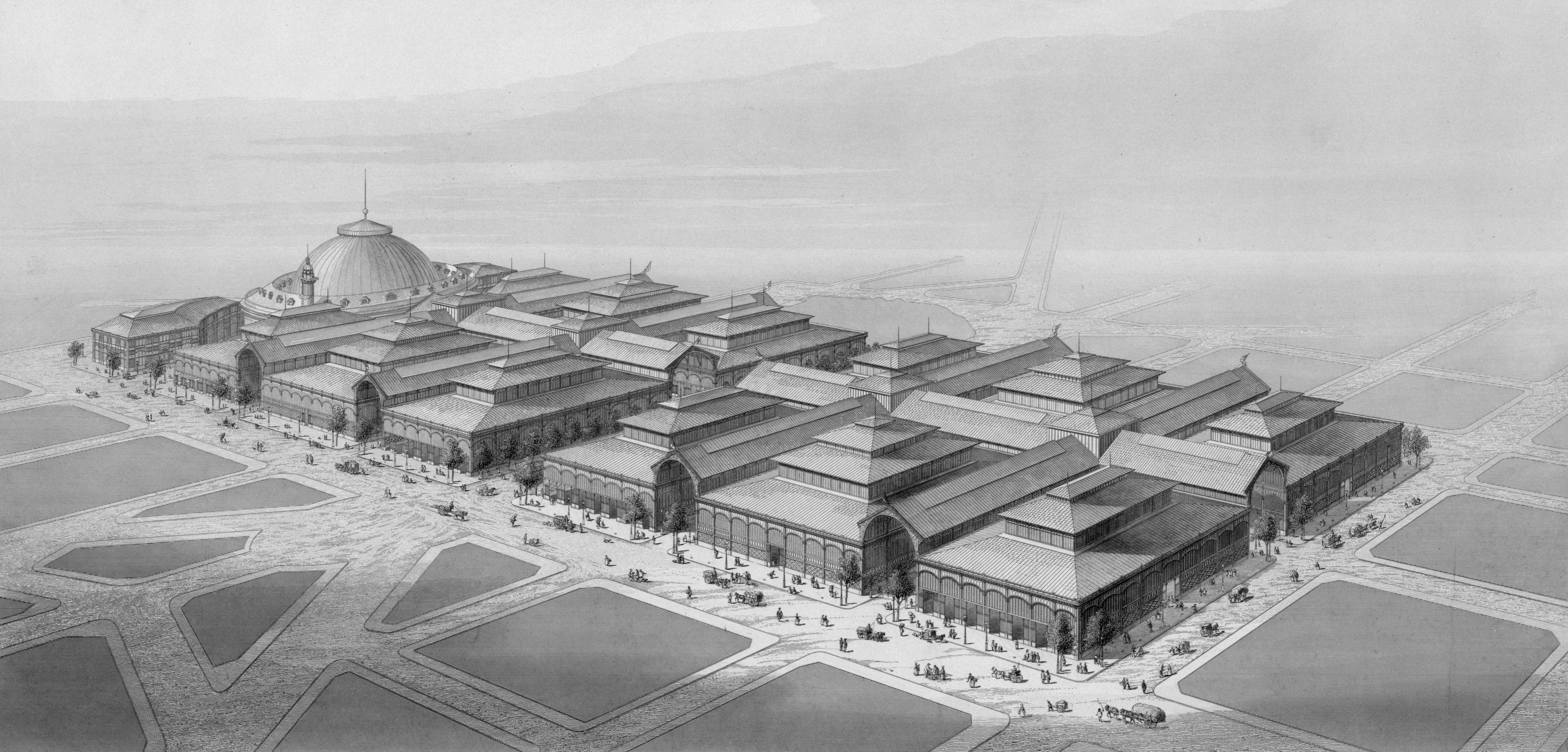
Vue d’ensemble des Halles de Paris en 1863.
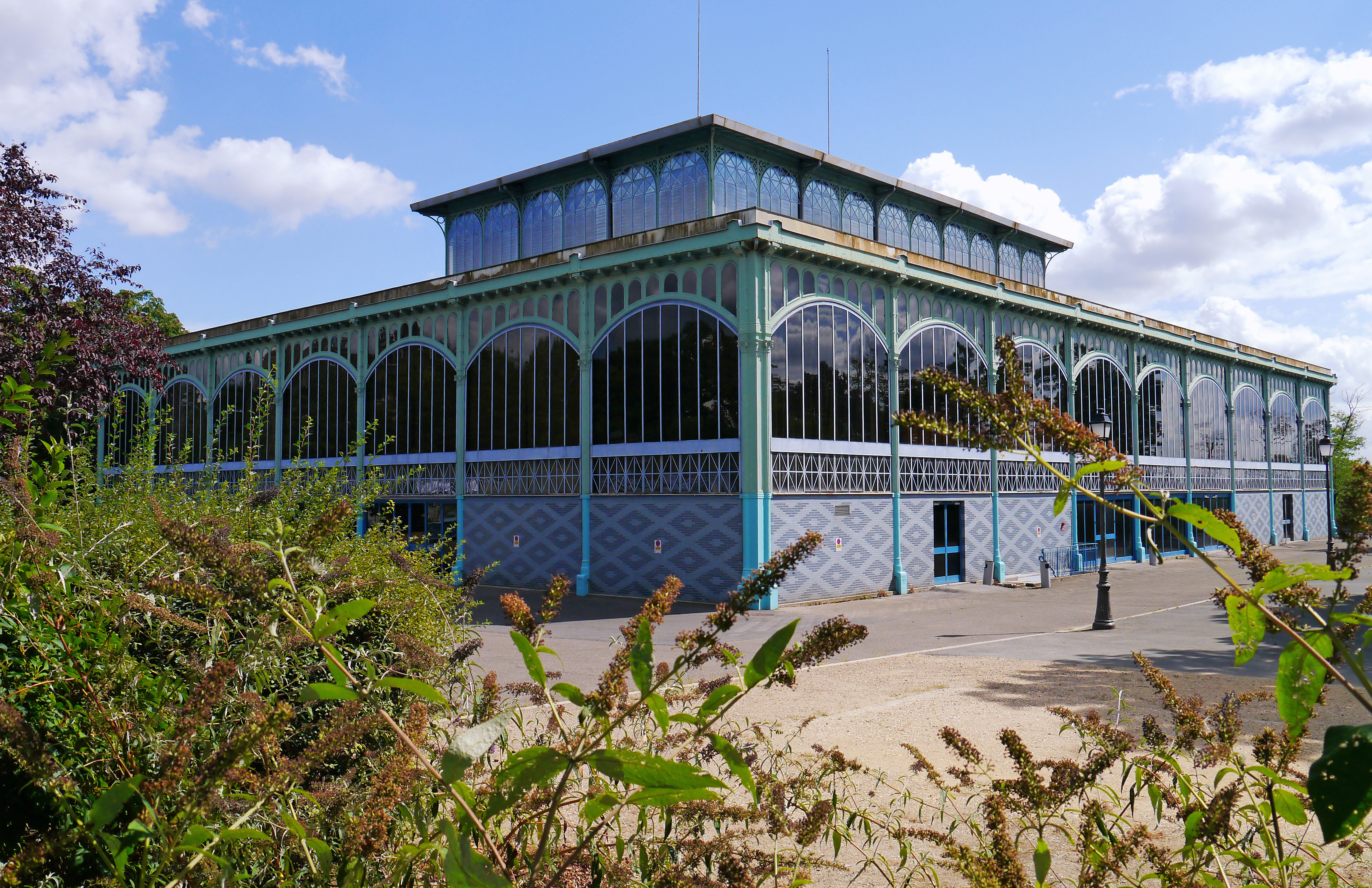
Pavillon des Halles de la Villette conservé à Nogent sur Marne.
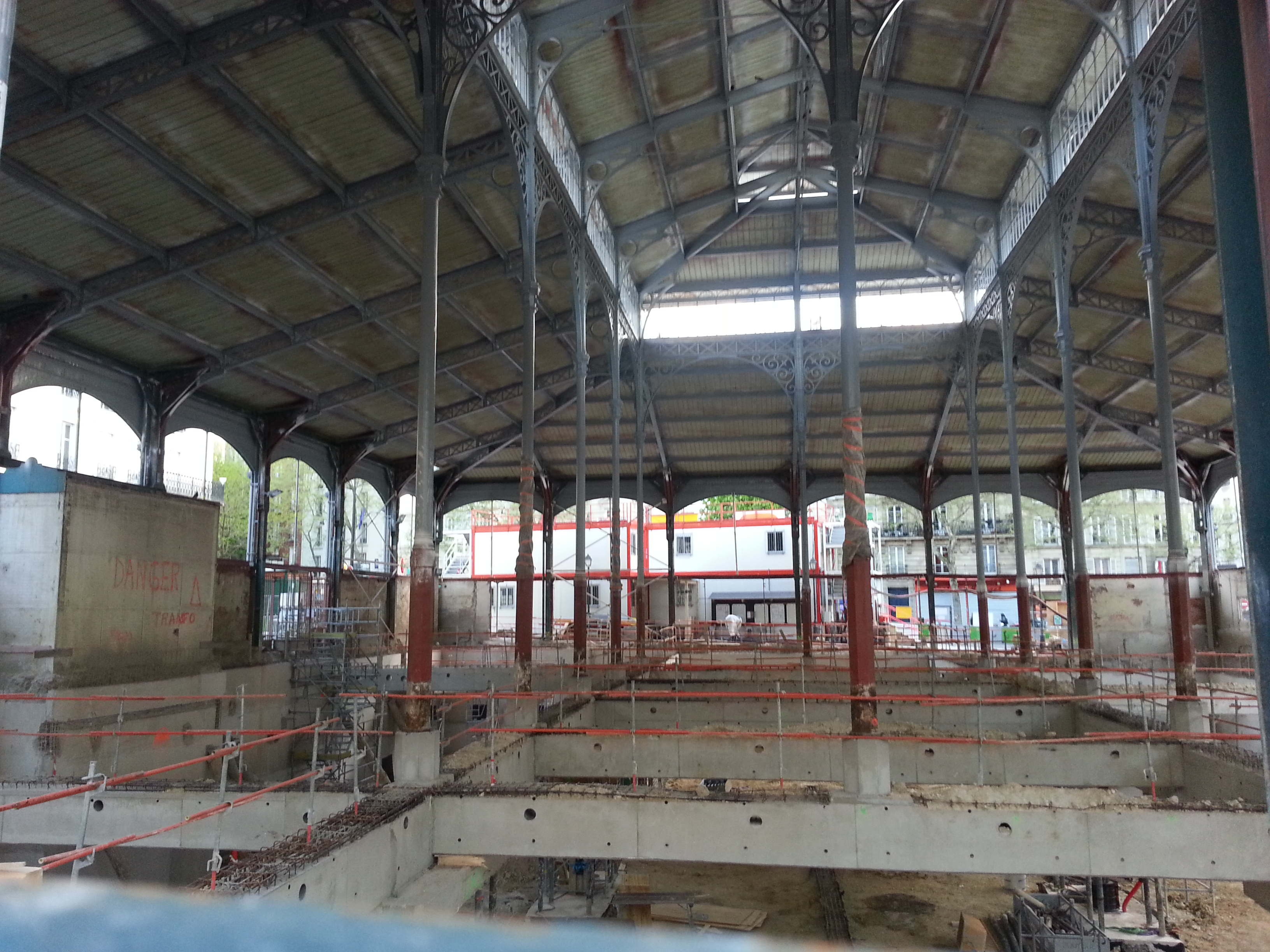
Restructuration du Marché Secrétan en complexe commercial, en 2014.
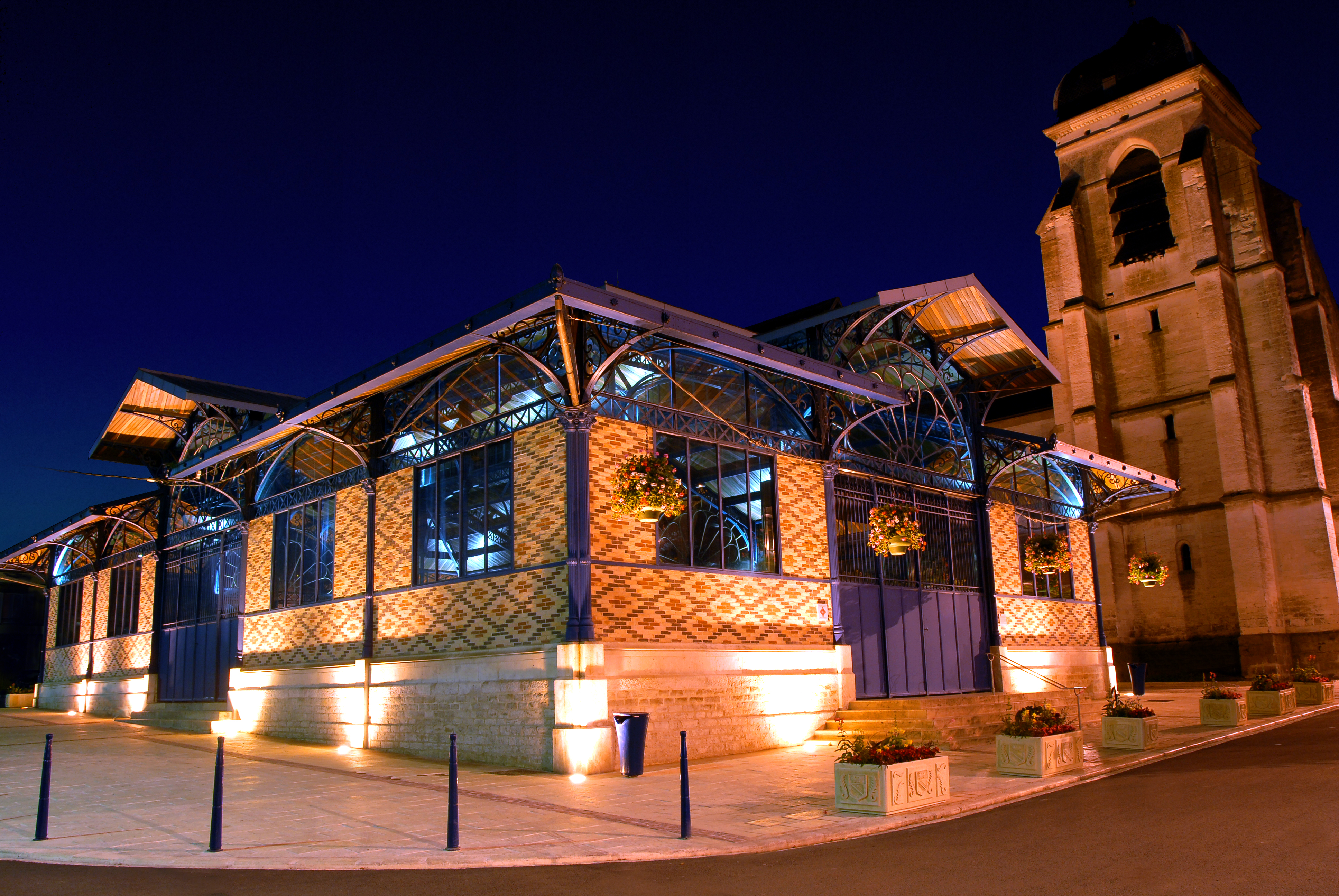
Halle de style Baltard (Aix-en-Othe, Aube).
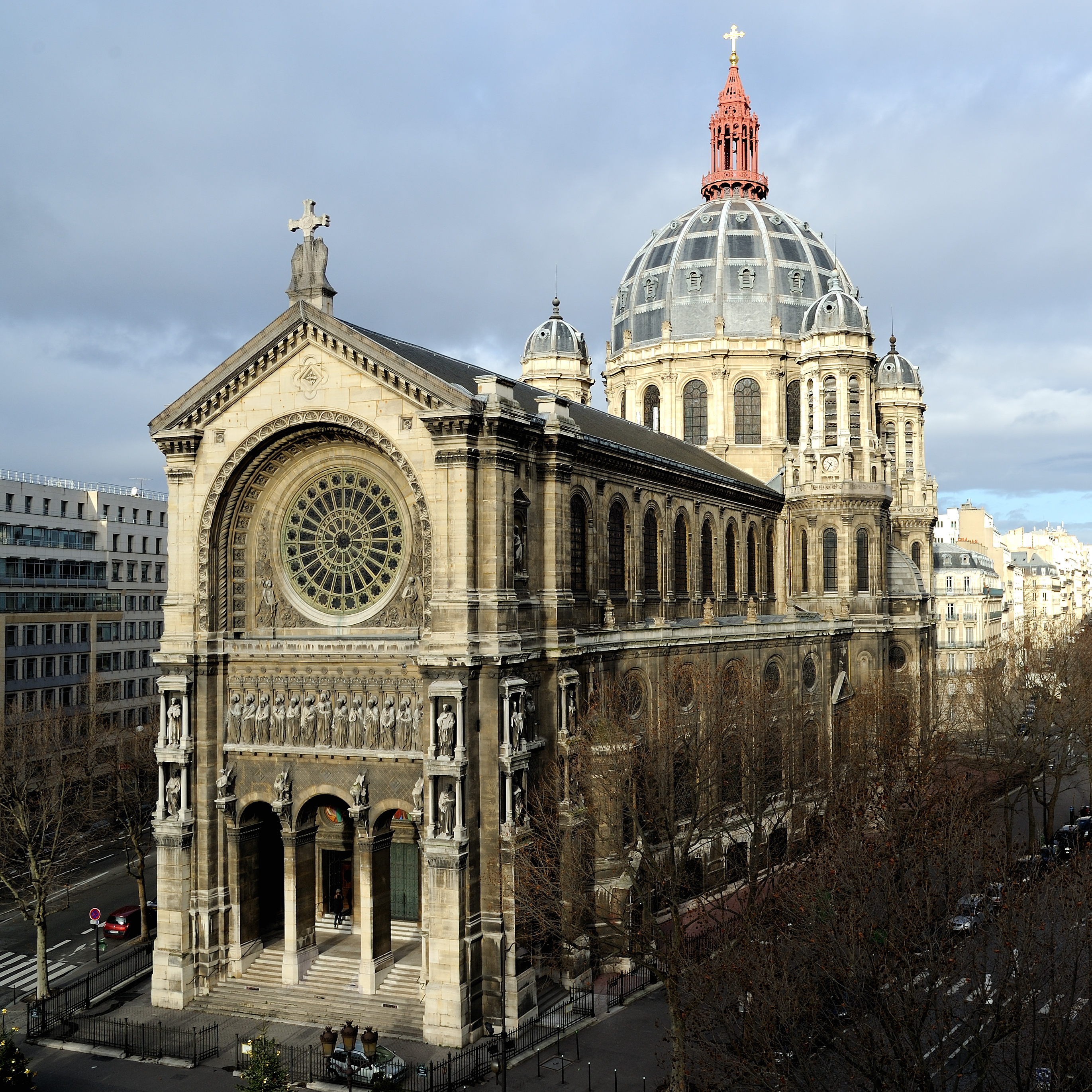
Église Saint-Augustin, Paris.
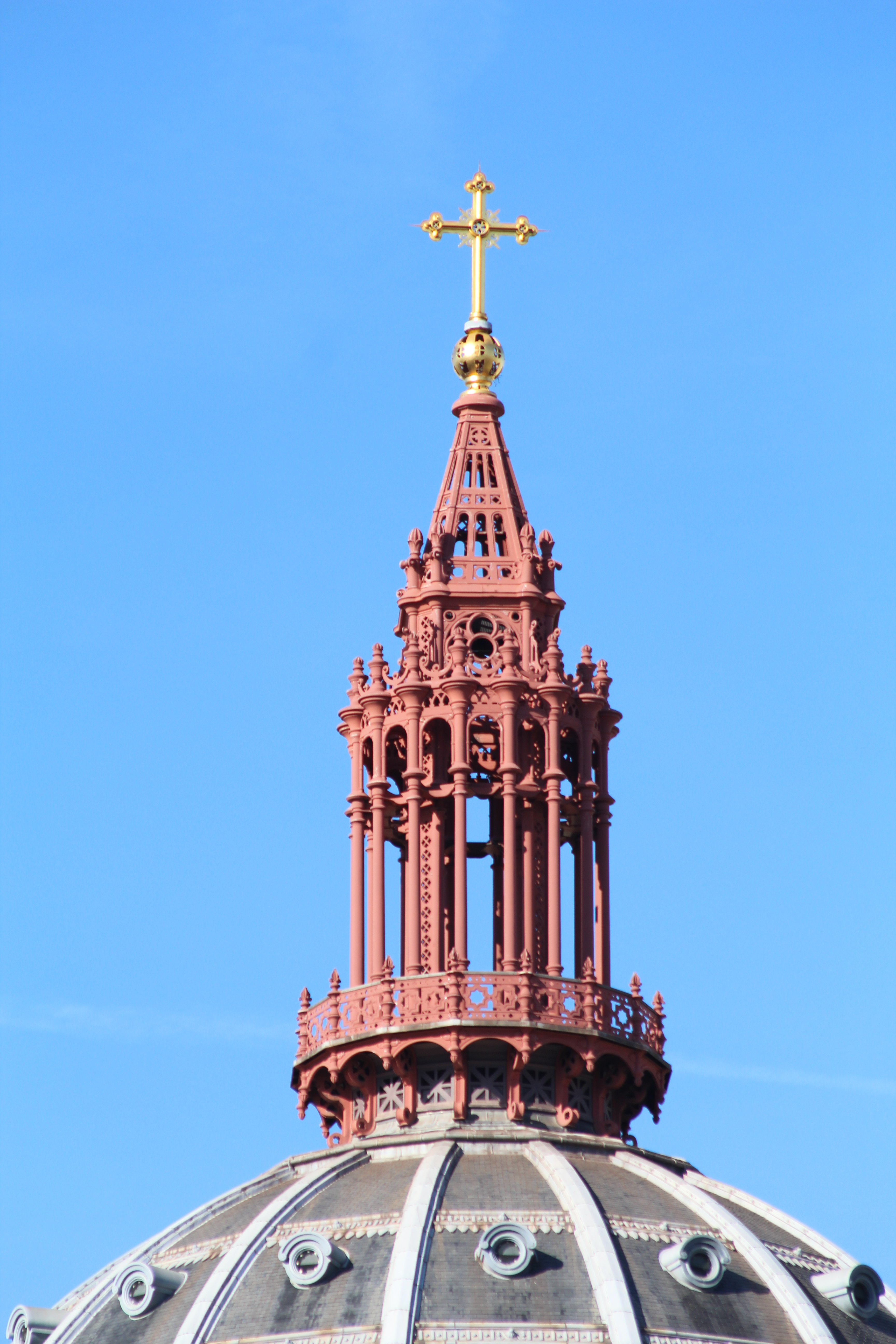
Lanterne de l’église Saint-Augustin.
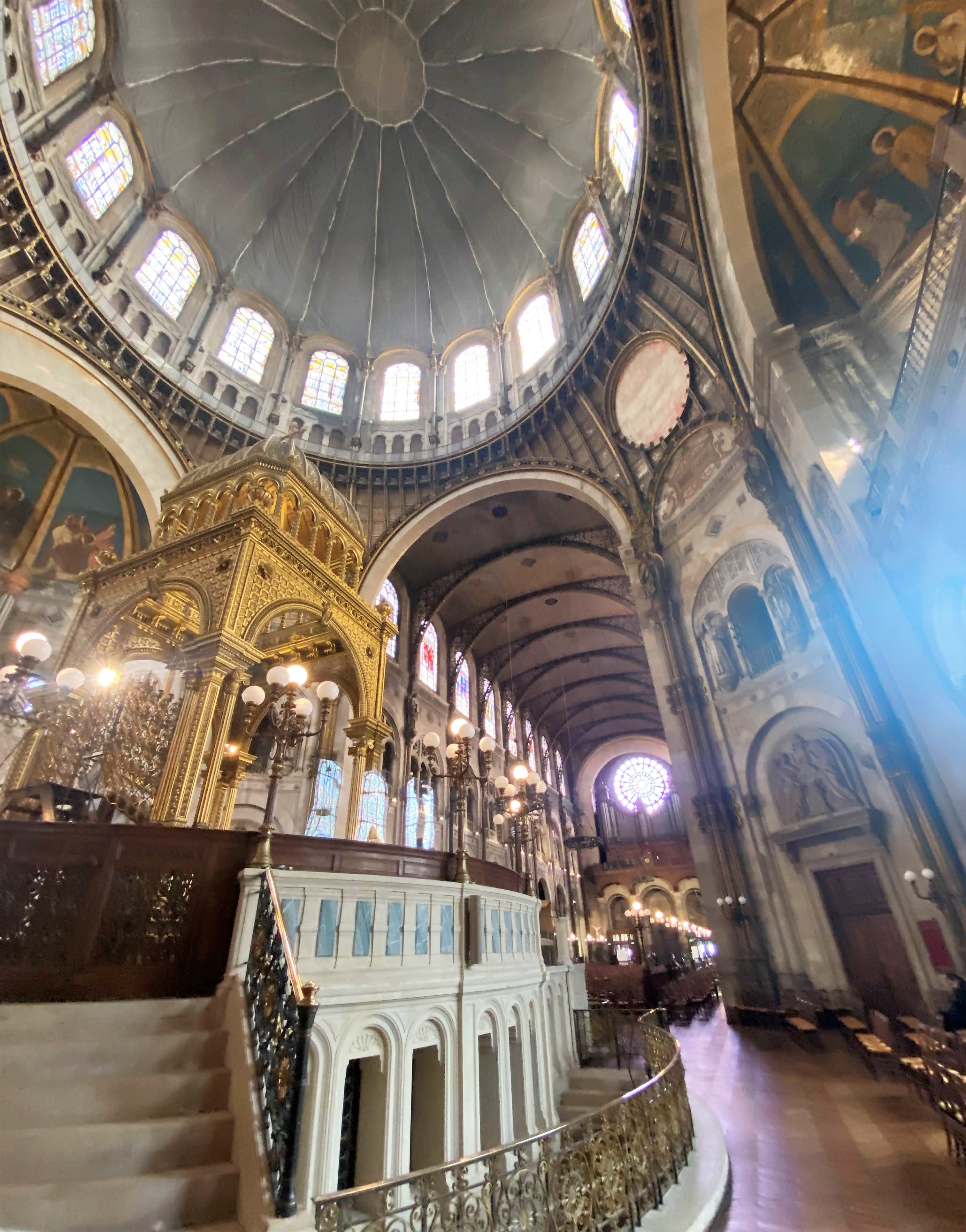
Intérieur de l’église Saint-Augustin.
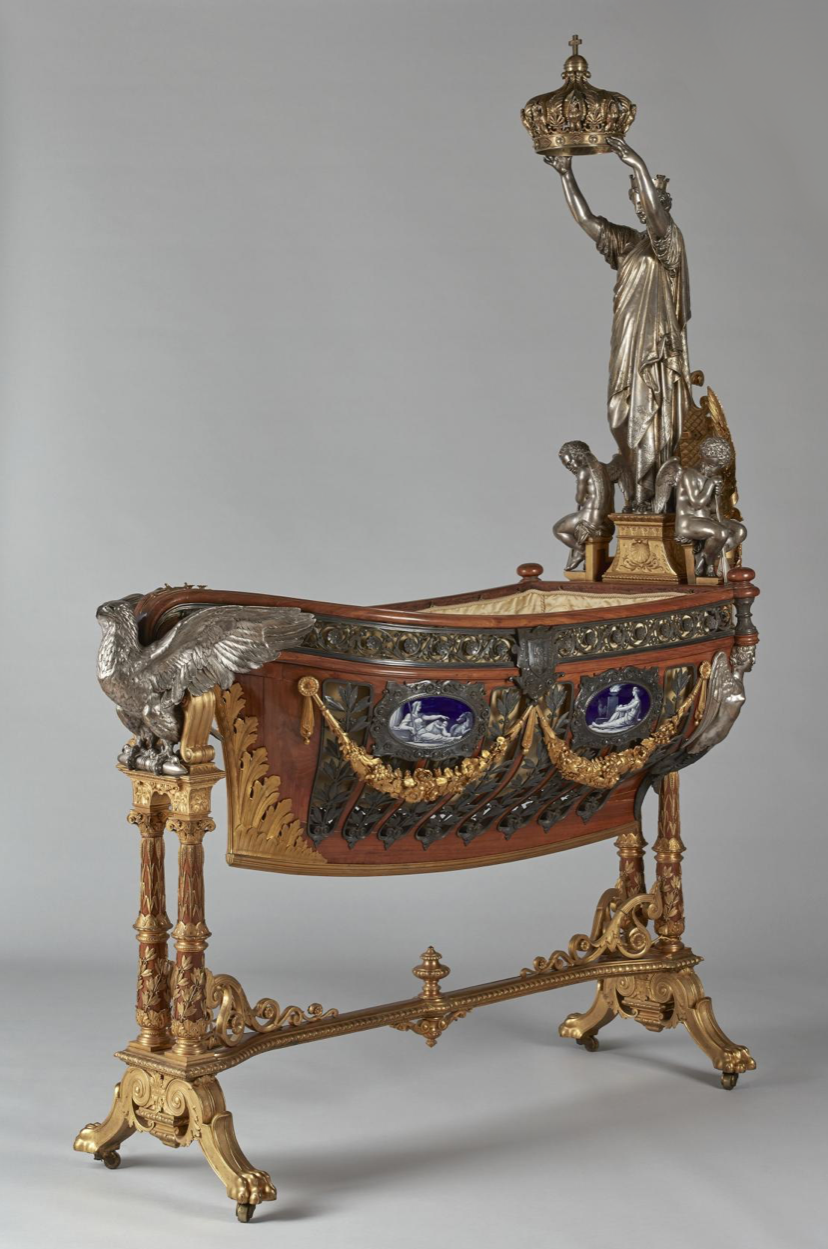
Berceau du prince impérial Louis-Napoléon (1856-1879).

### Sources
- Paul Bauer, Deux siècles d'histoire au Père Lachaise, Mémoire et Documents, 2006 (ISBN 978-2914611480).
- Frédéric Edelmann, « Baltard et Labrouste, orfèvres de la fonte », Le Monde,‎ 28 octobre 2012 (ISSN 0395-2037).

### Iconographie et philatélie
- Jean-Louis-Désiré Schrœder (1828-1898), Victor Baltard , buste exposé au Salon de 1875 .
- Timbre horizontal émis le 19 septembre 2005 d'une valeur faciale de 1,22 euro représentant le pavillon Baltard et titré en lettres majuscules sur la ligne inférieure : 1875 Victor Baltard 1874 ; mentionné notamment sur le site www.wikitimbres.fr.